# Bwaidoka jezik
Bwaidoka jezik (ISO 639-3: bwd; bwaidoga), austronezijski jezik iz Papue Nove Gvineje koji se govori u području provincije Milne Bay, točnije na jugu otoka Goodenough i u provinciji Bolubolu na zapadu otoka Fergusson. Leksički mu je najbliži iduna [viv] 72%, s kojim pripada sjevernopapuanskoj kopnenoj-D'Entrecasteaux podskupini bwaidoga. Ima više dijalekata: mataitai, wagifa, kilia, lauwela, bwaidoga, faiyava, belebele i, bebebele ii, kalauna i kiliva, a govori ga 6 500 ljudi (2000 SIL).
Uz pleme Bwaidoka njime se služe i govornici drugih jezika diodio [ddi], iamalele [yml] i kaninuwa [wat]. Uz dobuanski koristi se u crkvi i lokalnoj trgovini. Imaju preko 20 sela.

## Vanjske poveznice
- Ethnologue (14th)
- Ethnologue (15th)